# Vorarlberg
Vorarlberg je jedna od devet saveznih država Republike Austrije.

## Teritorijalna podjela
Vorarlberg je teritorijalno i politički podijeljen na 4 kotara (njem. Bezirk). Kotari su podijeljeni na 5 gradova i 81 općinu, od kojih su 11 trgovišta (njem. Marktgemeinde).

## Jezik
Stanovnici Vorarlberga govore alemanski dijalekt za razliku od ostatka Austrije gdje se govori bavarski.

## Religija
Većina stanovništva (73.6%) su rimokatolici, 2.2% su protestanti, 8.4% stanovništva su muslimani (pretežito doseljeni Turci i njihovi potomci).

## Naselja
- Laterns